# Kontron PSI 80
Kontron PSI 80 (PSI 80) је био професионални рачунар фирме Kontron који је почео да се производи у Немачкој од 1980. године.
Користио је Zilog Z80 A као микропроцесор. RAM меморија рачунара је имала капацитет од 32 KB (до 128 KB). 
Као оперативни систем кориштен је KOS.

## Детаљни подаци
Детаљнији подаци о рачунару PSI 80 су дати у табели испод.
|                       |                                          |
| [ 1 ]                 |                                          |
| Произвођач            |                                          |
| Тип                   | професионални рачунар                    |
| Меморија              | 32 (до 128 )                             |
| Поријекло             | Немачка                                  |
| Година                | 1980                                     |
| Тастатура             | тастатура са пуним помаком тастера       |
| Процесор              |                                          |
| Фреквенција процесора | 3,5 .                                    |
| RAM                   | 32 (до 128 )                             |
| ROM                   | 2 (све до 8 )                            |
| Текст                 | 80 знакова x 25 линија                   |
| Графика               | 512 x 256 тачака                         |
| Боја                  | једна боја                               |
| Звук                  | мали звучник (фреквенција од 100 до 30 ) |
| Димензије             | непознато                                |
| Портови               |                                          |
| Оперативни систем     |                                          |